# Leben des Orest

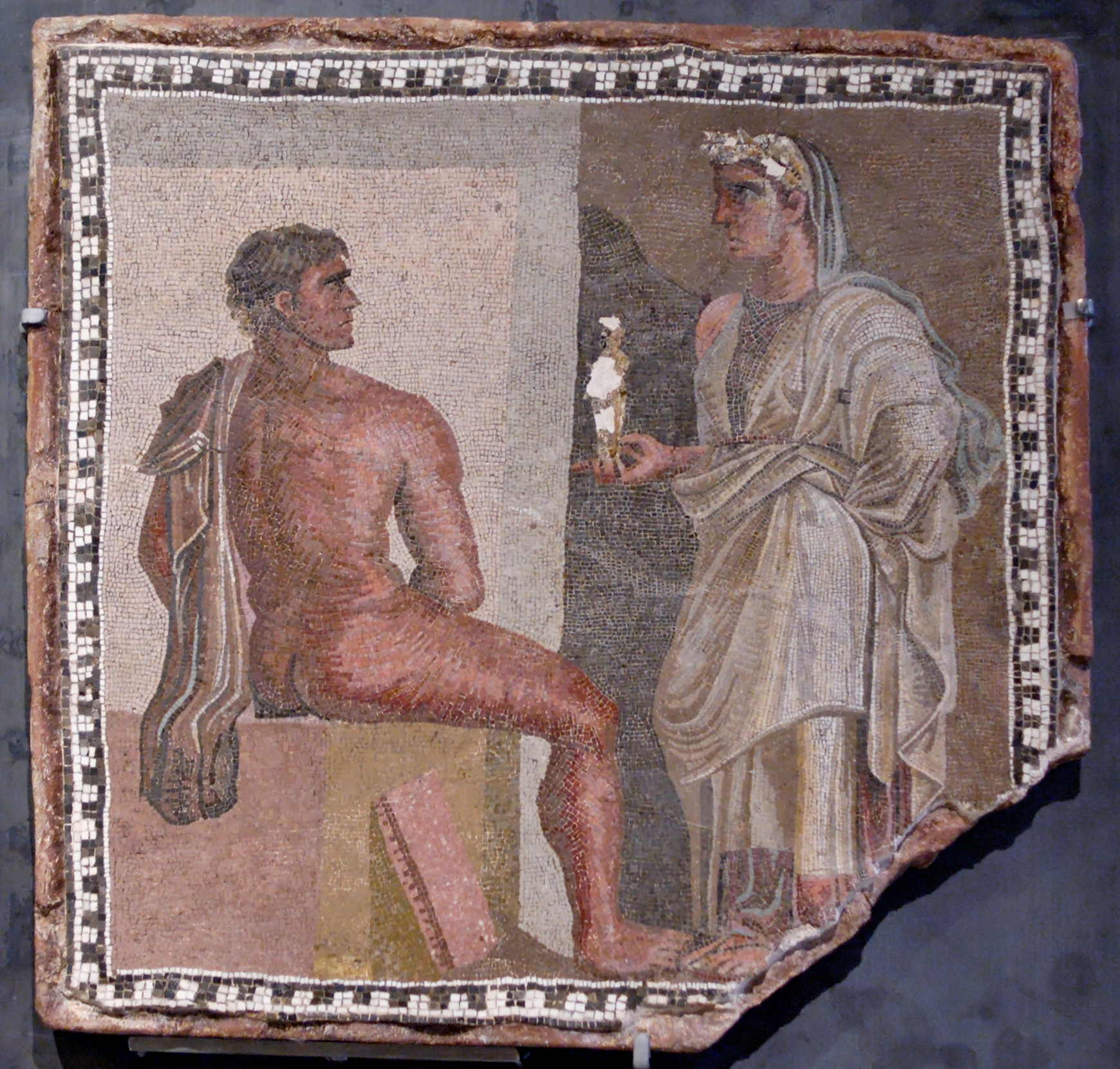
Oreste et Iphigénie

Leben des Orest (français : la vie d'Oreste) est un opéra en cinq actes d'Ernst Křenek sur un livret du compositeur d'après les légendes de la mythologie grecque. Composé de mai 1928 à mai 1929, il est créé le 19 janvier 1930 au nouveau théâtre de Leipzig, les représentations commençant à l'opéra Kroll de Berlin en mars 1930. 

## Réception
Quand les nazis prennent le pouvoir, l'opéra compte treize représentations, puis Křenek est banni de la scène allemande de l'opéra. L'opéra est repris en 1947 à Linz, en 1951 à Francfort-sur-le-Main, en 1954 à Düsseldorf, en 1961 à Wiesbaden. La production en 1961 à Darmstadt attira de vives réprobations sur le prétendu conservatisme musical de l'ouvrage. Pierre Boulez dénonça les tentatives de déstabilisation comme étant de la terreur organisée et défendit l'opéra en le comparant à une pure relique des années 1920. L'opéra connut un vif succès en 1975 à Portland dans une version en anglais.

## Rôles
- Agamemnon, Roi de Grèce (ténor)
- Clytemnestre, sa femme (mezzo-soprano or contralto)
- Elektra, leur fille
- Iphigénie, leur fille
- Oreste, leur fils baryton
- Égisthe, un cousin (ténor)
- Anastasia, Nurse royale (contralto)
- serviteur d'Égisthe
- Trois anciens
- Un boiteux
- Aristobulos, procureur général d'Athènes
- Un homme triste qui pleure
- Deux filles de joie
- Quatre chanteurs de rue
- Un berger
- Petite fille
- Thoas, un roi nordique (basse)
- Thamar, sa fille (soprano)
- foule, guerriers, gardes, Athéniens, juges, artistes, danseurs